# Prolina deidrogenasi
La prolina deidrogenasi è un enzima appartenente alla classe delle ossidoreduttasi, che catalizza la seguente reazione:
L-prolina + accettore ⇄ (S)-1-pirrolina-5-carbossilato + accettore ridotto
L'enzima è una flavoproteina (FAD).